# 龍文治
龍文治（1901年5月—1949年5月10日），字穉雲。四川省涪陵縣五馬鄉人。曾任中國國民黨重慶市黨部主任委員，第一屆立法委員。

## 生平[2]
- 民国五年（1916年），入重慶聯合中學
- 民国九年（1920年），入北京大學政治系
- 民国十三年（1924年），加入中國國民黨
- 民国十五年（1926年），北京大學畢業獲法學士學位
- 後應邀回四川，任國民革命軍第二十四軍政治部宣傳科長
- 民国十七年（1928年），任重慶聯中校長，同年奉派為中国國民黨重慶市黨務指導委員
- 民国廿八年（1939年）8月15日，任重慶市臨時參議會秘書處秘書長
- 民国廿九年（1940年），兼任三青團重慶支團部幹事
- 民国卅一年（1942年）7月，當選為國民參政會第三屆參政員
- 民国卅三年（1944年），兼任中國國民黨重慶市黨部組訓處處長
- 民国34年，重慶市社會局局長
- 民国卅五年（1946年），任中國國民黨重慶市黨部主任委員

- 國立羅斯福圖書館籌備委員會委員
- 中華民國抗日軍四川後援會籌募委員會委員
- 先後兼任成都法政專科學校、重慶大學教授
- 《新涪陵月刊》發行人[3]
- 民國卅七年（1948年），當選立法委員，曾出席第一屆立法院第一會期內政及地方自治委員會、糧政委員會、教育文化委員會
- 民國卅八年（1949年）年5月10日，立法院集會廣州，龍文治赴廣州報到，被暗殺於廣州，得年五十歲[4][5][6][7]，獲頒褒揚令

## 褒揚令
總統令 三十八年六月六日

立法委員龍文治，才識恢宏，德性醇厚，致力政治，夙願忠誠，上年憲政實施，膺選立法委員，嘉謨讜論，允孚輿望，由渝來穗，共紓國難，下車伊始，遽以急病逝世，深堪悼惜，應予明令褒揚，以彰忠藎。此令。

代　總　統　李宗仁

行政院院長　何應欽